# Giorgio Galimberti
Giorgio Galimberti (Milano, 5 settembre 1976) è un telecronista sportivo, ex tennista e allenatore di tennis italiano.
Titolare della maglia azzurra per 6 anni dal 2001 al 2006, è stato uno dei giocatori più presenti in nazionale di quegli anni.
Da Junior è stato numero 2 del mondo dopo aver raggiunto la finale junior del Roland Garros, del trofeo Bonfiglio e la semifinale a Wimbledon, oltre ad aver vinto diversi tornei.
Nel 2009 ha fondato a Cattolica la Galimberti Tennis Academy.
Oltre al campo si divide con la carriera televisiva dove principalmente collabora con il canale tematico della FIT (Federazione Italiana Tennis), SuperTennis, per il quale conduce la rubrica Circolando e commenta i match principali soprattutto inerenti alla nazionale.
Dal 2007 al 2014 è stato anche commentatore ed opinionista per Sky Sport.
Dal dicembre 2023 è stato per alcuni mesi l'allenatore di Luca Nardi.

## Carriera
Professionista dal 1995 al 2006, Galimberti vanta la vittoria di 3 tornei nel circuito Challenger e 4 finali nella stessa categoria. Nel doppio, sua specialità, è riuscito a vincere un titolo ATP e a disputare altre due finali, vantando inoltre la vittoria in ben 27 tornei ATP Challenger. Il suo best ranking nel singolare è la 115ª posizione, ottenuta nel maggio del 2003, mentre la sua migliore posizione nel doppio è la 65, conseguita nel giugno del 2005.
I due migliori giocatori battuti in carriera sono lo spagnolo Alex Corretja all'epoca numero 9 del mondo e Martin Verkerk numero 14.
In doppio vanta vittorie su Rafael Nadal, Novak Đoković, Andy Roddick, David Ferrer, Feliciano López, Marin Čilić, Richard Gasquet, Gilles Simon, Nicolás Almagro e molti altri.

### Coppa Davis
Debutta in Coppa Davis nel settembre del 2001, schierato in doppio con Mosè Navarra contro i croati Goran Ivanišević e Ivan Ljubičić in una partita poi persa 6-4 al quinto set dopo essere stati a 2 punti dalla vittoria finale. Nel 2005, in coppia con Daniele Bracciali, è riuscito a battere in doppio l'allora numero due del mondo Rafael Nadal in un match durato quasi 5 ore (4-6 6-2 6-4 4-6 9-7) che ha portato l'Italia sul 2-1 contro la Spagna.
 Il suo record nella competizione conta 2 vittorie e 2 sconfitte nel singolare, mentre nel doppio vanta 7 vittorie e 4 sconfitte.

### Grand Slam
Giorgio Galimberti ha partecipato a tutti i 4 tornei del Grand Slam, in ordine Australian Open, Roland Garros, Wimbledon ed US Open. I migliori risultati sono arrivati a Parigi e New York dove in 4 occasioni ha passato le qualificazione e persino il primo turno di main draw.
Nel doppio ha partecipato a tutti gli Slam raggiungendo come miglior risultato gli ottavi di finale in coppia con l'ex top 10 Paradorn Srichaphan nel Roland Garros del 2004.

## Equipaggiamento e sponsor
Testimonial storico per Asics, ancora oggi è legato alla casa giapponese come sponsor tecnico per le calzature sportive. Hydrogen invece è il suo attuale sponsor per quanto riguarda l'abbigliamento sportivo e casual.

## Statistiche

### Doppio

#### Vittorie (1)
| Legenda                                                      |
| Grande Slam (0)                                              |
| ATP Tour World Championships / Tennis Masters Cup (0)        |
| ATP Super 9 / Tennis Masters Series (0)                      |
| ATP Championships Series / ATP International Series Gold (0) |
| ATP World Series / ATP International Series (1)              |

| N. | Data            | Torneo               | Superficie       | Compagno          | Avversari in finale                   | Punteggio            |
| 1. | 6 febbraio 2005 | Milan Indoor, Milano | Sintetico indoor | Daniele Bracciali | Jean-François Bachelot Arnaud Clément | 6(10)–7, 7–6(6), 6-4 |

##### Finali perse (2)
| Legenda                                                      |
| Grande Slam (0)                                              |
| ATP Tour World Championships / Tennis Masters Cup (0)        |
| ATP Super 9 / Tennis Masters Series (0)                      |
| ATP Championships Series / ATP International Series Gold (0) |
| ATP World Series / ATP International Series (2)              |

| N. | Data             | Torneo                       | Superficie       | Compagno          | Avversari in finale       | Punteggio   |
| 1. | 14 giugno 1998   | ATP Bologna Outdoor, Bologna | Terra rossa      | Daniele Bracciali | Brandon Coupe Paul Rosner | 6(1)–7, 3-6 |
| 2. | 15 febbraio 2004 | Milan Indoor, Milano         | Sintetico indoor | Daniele Bracciali | Jared Palmer Pavel Vízner | 4-6, 4-6    |